# 武田和歌子のぴたっと。
『武田和歌子のぴたっと。』（たけだわかこのぴたっと）は、朝日放送ラジオ（ABCラジオ）で2010年4月5日から2020年10月1日まで放送されていた生ワイド番組。パーソナリティは朝日放送テレビ（ABCテレビ）アナウンサーの武田和歌子。
このページでは、2016年度まで放送されていた期間限定で野球などのスポーツ情報を扱う関連番組の『フレッシュアップベースボール 野球にぴたっと。』（2011年度から『武田和歌子の野球にぴたっと。』）『スポーツにぴたっと。』『スポぴたプラス!』も取り上げる。

## 概要
朝日放送の女性アナウンサーで初めて、生ワイド番組のレギュラーパーソナリティを任された武田を中心に、ニュースや生活情報などを伝えた。バラエティ色の濃い情報番組ながら、取り扱う話題に応じて専門家が随時出演するほか、中継コーナーも設けられていた。当番組との関連は不明だが、番組開始前の時報を「ピタットハウス」が提供していた時期があった。
プロ野球のナイターイン期間（おおむね4月 - 9月）には、当番組の本編終了後に、『ABCフレッシュアップベースボール』の前座コーナーを兼ねた関連番組として『武田和歌子の野球にぴたっと。』（2009年のみ『フレッシュアップベースボール　野球にぴたっと。』）を放送。
また、祝日と重なった平日に阪神のデーゲームが開かれる場合には、『ABCフレッシュアップベースボールスペシャル』（デーゲーム中継）を優先。当番組は基本として、中継終了後から17:55まで放送した。幕間のフロート番組や「野球にぴたっと。」については、試合展開によって中継を17:00以降にまで延長した場合に、17:55までを目途に休止や放送時間のスライド・短縮で対応することがあった。
番組の合間に流れるジングルの数は非常に多く、番組に来たゲストが、専用のジングルを強制的に録らされているほどであった。また、万博記念公園で毎年開かれる「ABCラジオまつり」「ABCラジオ　スプリングフェスタ」では、ステージ企画の一環として「ぴたっと。ソニック」（アズマッチや当番組と縁の深いアーティストによるフリーライブ）を実施していた。

### ファーストシーズン（2016年12月まで）
関西地方を中心に俳優として活動する井之上チャルがアシスタント担当。2010年7月5日より武田が第二子出産の産休に入ったため、番組名を「武田和歌子のぴたっと。」にしたまま、武田の代役を加藤明子（朝日放送アナウンサー、月・火・水曜日）とマコーマック明子（木・金曜日、出演決定前後に旧姓の「平野明子」から改名）を務めた。2011年4月4日の放送からは、産休明けの武田が当番組に復帰した。
中継コーナーは、番組開始から2013年3月29日（金曜日）までは落語家の桂ちょうばがリポートを担当。中継コーナーの名称から、「ちょばーん」の愛称で親しまれていた。2013年4月1日（月曜日）の放送からは、アズマッチ（関西を中心に活動するバンド「アズ☆ハル」のボーカル）が、ちょうばの後任としてリポーターを務めている。
2014年には、武田が新人アナウンサー時代に朝日放送旧本社屋（大阪市北区）近くのうどん屋でよく食べていたという「肉うどん」の味をヒントに、キンレイと共同で番組初のプロデュース商品「武田和歌子の肉好きうどん」を開発。同年11月から2015年1月下旬まで、関西・四国地方・岡山県全域・三重県の一部地域で営業中のサークルKサンクスで予約限定商品として販売していた。
後述する経緯から、2016年5月以降は、井之上が月 - 木曜日、小早川秀樹が金曜日のアシスタントを担当。しかし、同年最後の放送（12月30日）で、2人とも降板した。

### セカンドシーズン（2017年1月 - 2019年3月）
2017年最初の放送（1月4日・水曜日）からは、「セカンドシーズン」と称して日替わりパートナー制度を導入。月曜日には越前屋俵太、水曜日には仲野博文（ABCラジオの聴取エリア・兵庫県尼崎市出身のジャーナリスト）が、パートナーとしてレギュラー陣に加わった。また、同局で複数の冠番組を持つ桂吉弥を、木曜日のパートナーに起用。ファーストシーズンのコーナーレギュラーのうち、ナジャ・グランディーバを火曜日のパートナー、アズマッチを金曜日のパートナーに抜擢した。
なお、月 - 木曜日の放送では、アズマッチが引き続き中継リポートを担当。その一方で、アズマッチがパートナーを務める金曜日の放送では、週替わりでスペシャルゲストを迎えていた。2019年3月29日放送分で、金曜日の放送を終了。

### サードシーズン（2019年4月 - 2020年9月）
2019年4月1日からは、放送曜日を月 - 木曜日に変更。金曜日の放送枠には、『浦川泰幸の金曜はウラから失礼』（武田の先輩アナウンサー・浦川泰幸がメインパーソナリティを務める生ワイド番組）を編成した。これを機に、番組全体のコンセプトを「スーパー銭湯ラジオ」に定めたうえで、「スパ銭」（スーパー銭湯）にちなんだ番組グッズを新たに製作している。
なお、月 - 木曜日のパートナーは全員、「セカンドシーズン」から続投。金曜日のパートナーだったアズマッチは、月 - 木曜日の中継リポートへ再び専念していた。
2020年7月からは、この年に朝日放送テレビへ入社したアナウンサーがコーナーレギュラーとして加入。大野雄一郎が14日から火曜日の第2部で「大野雄一郎のみなさん、どうでしょう?」の進行、東留伽が16日からアズマッチとのコンビで木曜日に「あっちこっちダブルアズマッチ」のリポートを担当していた。しかし、10月1日（木曜日）放送分で、10年半にわたる放送を終えた。翌週（5日）からは、『ウラのウラまで浦川です』（『金曜はウラから失礼』を発展させた生ワイド番組）が、当番組の放送枠を引き継いでいる。
なお、『金曜はウラから失礼』の放送枠には、10月9日から『柴田・西森のぼちぼち金曜日』（同月2日まで毎週金曜日の9:00 - 12:00に放送されている『喜多・西森のゆかいな金曜日!』の改題・リニューアル版）を充当。その一方で、武田自身が『武田和歌子 タソガレレストラン』（同月3日から毎週土曜日の17:00 - 17:55に放送）のパーソナリティへ異動したことに伴って、当番組のtwitter公式アカウントを『タソガレレストラン』に流用している。

### 通年での2部構成化への経緯
2010年度から2012年度までのナイターオフ期間（おおむね10月 - 翌年3月）には、スポーツ情報を中心に扱う関連番組として、毎週月 - 金曜日の17:25から18時台にかけて『スポーツにぴたっと。』を編成していた。
しかし、2013年度のナイターオフ編成で、『スポーツにぴたっと。』を当番組に事実上併合。2013年10月1日（火曜日）から2014年3月27日（木曜日）までの火 - 金曜日には、15:00 - 17:00（第1部）と17:25 - 19:00（第2部、旧『スポーツにぴたっと。』枠）の2部構成で放送していた。この構成は、2014年度から2019年度までのナイターオフ編成にも引き継がれていた。
ちなみに、2015年度までの第2部では、朝日放送の野球解説者が日替わりでコメンテーターを担当。「晩ごはんのおともに ニューストップ5」（当日の主なニュースを番組独自のランキング形式で紹介する共通企画）を17時台後半、コメンテーターのキャラクター・実績・人脈にちなんだ日替わり企画を18時台に放送していた。
ただし、ABCラジオでは2016年度のナイターオフ編成で、『堀江政生のほり×ナビ』（『堀江政生のほりナビ!!』シリーズの生ワイド番組）を毎週火 - 金曜日の18:00 - 21:00に放送。当番組第2部の放送時間を17:15 - 17:55に短縮するとともに、前年度まで第2部の17時台に内包していた「ABCニュース」を、「ABC天気予報」と組み合わせた5分間の独立番組として、17:55 - 18:00に編成している。また、前年度まで当番組の第2部でコメンテーターを務めていた野球解説者の一部を、『ほり×ナビ』第1部（18:00 - 19:00）のコメンテーターへ異動。当番組第2部で放送してきたスポーツ情報や、コメンテーター関連の企画も、『ほり×ナビ』の第1部で放送するようになった。
さらに、2017年度以降は、ナイターイン編成（4-9月）でも月曜以外の曜日で2部構成を継承。ナイターオフ編成では、同年度から後枠番組が『伊藤史隆のラジオノオト』に変更されたが、2019年度までこの構成を維持した。

## 放送時間
『武田和歌子のぴたっと。』としての放送時間のみ記載。
- 月曜日　15:00 - 17:00（2010年4月1日 - 2020年9月28日）
- 火 - 金曜日　
  - ナイターイン期間
    - 2010年度 - 2016年度　15:00 - 17:00
    - 2017年度 - 2018年度  15:00 - 17:00（第1部）17:15 - 17:55（第2部）

※プロ野球デーゲーム中継（阪神タイガース戦）がある場合は、その試合時間に応じて、適宜短縮版を実施する（ただし17:40を過ぎて試合が続いている場合は休止）。また夏の高校野球期間中は3-4試合実施日は雨天中止時を含め休止（この場合の雨天中止・早終了時は「サマースペシャル」を放送）。準決勝・決勝日はプロ野球に準じた短縮版を放送する。
  - ナイターオフ期間
    - 2010年度 - 2012年度　15:00 - 17:00
    - 2013年度 - 2014年度　15:00 - 17:00（第1部）17:25 - 19:00（第2部）
    - 2015年度 15:00 - 17:00（第1部）17:15 - 19:00（第2部）
    - 2016年度 - 2018年度 15:00 - 17:00（第1部）17:15 - 17:55（第2部）
- 火 - 木曜日
  - 2019年度（通年）・2020年度（2020年10月2日まで）  15:00 - 17:00（第1部）17:15 - 17:55（第2部）
    - 金曜日の上記時間帯には、『浦川泰幸の金曜はウラから失礼』を編成。

## 出演者
◎は出演時点で朝日放送（2018年4月以降は朝日放送テレビ）のアナウンサー

☆:2013・2014年度のナイターオフ編成で第1部・第2部を通じて出演

### 番組終了時点（2020年7月以降）
●：セカンドシーズン（2017年1月）からレギュラーで出演
- 武田和歌子◎☆- メインパーソナリティ
  - 2020年7月27日から8月7日の月 - 金曜日11:50 - 12:00（7月31日・8月7日以外は当番組の本番前）には、ABCラジオで『高校野球スペシャル　届け!この夏の想い』（第102回選手権本大会・地方大会の中止に伴って近畿2府4県の高校野球連盟が独自に開催する代替大会のダイジェスト番組）のキャスターを務めていた。
- 越前屋俵太● - 月曜パートナー
  - 2003年頃から「俵越山」名義での書家活動にほぼ専念していたが、2016年12月からタレントとしての活動を本格的に再開。当番組が、テレビ・ラジオを通じて、再開後初めてのレギュラー番組になった[5]。2020年4月以降は、当番組と放送時間が重なる『キャスト』のコメンテーターとして、隔週金曜日ながらテレビ番組へのレギュラー出演も再開。
- ナジャ・グランディーバ　- 火曜パートナー
  - 2013年10月から2016年9月まで、月曜日に「ナジャの悩み相談」を担当。2016年10月から12月までは、火曜日第2部の「ナジャの言わせてちょ～だい!」にのみ出演していた。2017年1月から、パートナーとして火曜日の全編に出演。『ウラのウラまで浦川です』でも、火曜日で引き続きパートナーを務める。
- 仲野博文● - 水曜パートナー
  - レギュラー出演開始の前にも、当番組へゲストで登場。兵庫県尼崎市の出身・神奈川県の在住で、在京・在阪ラジオ局制作の番組にも多々出演した経験を持つが、ABCラジオが制作する番組へのレギュラー出演は初めてであった。
  - 2020年4月8日から6月10日までは、日本国内で新型コロナウイルスへの感染が拡大していることを背景に、自宅から一部のコーナーに電話で出演していた。同年6月17日放送分から、スタジオへの出演を再開。
- 桂吉弥● - 木曜パートナー
  - ABCラジオでは、第2部を放送しない月曜日の夕方に『とびだせ!夕刊探検隊』（事前収録番組）、土曜日に『征平・吉弥の土曜も全開!!』（生ワイド番組）でパーソナリティを担当。木曜日には、『夕刊探検隊』の収録を終えてから、当番組の生放送に臨んでいた。このような事情から、他局で制作する複数の番組[6] にもレギュラーで出演しているにもかかわらず、当番組では「ミスターABCラジオ」と称している。
  - 2020年4月8日から6月10日までは、水曜日にもパートナー（仲野の代理）として毎週スタジオに出演。4月21日と5月5日（いずれも火曜日）には、桂吉の丞とのコンビで『吉弥・吉の丞の落語家の出番です!』（新型コロナウイルス感染拡大の影響で火 - 金曜日の19・20時台に急遽編成された「NEXTをさがせ!」枠の生放送番組）のパーソナリティも務めた。
  - 当番組の最終回（2020年10月1日）は自身の出演日に当たるが、最終回の前週（9月24日）からは、毎週木曜日に神戸新開地・喜楽館で「吉弥うぇ～ぶ　桂吉弥一門落語会」（午前中と夜間の2回公演）を開催している。
- アズマッチ ☆- 月 - 木曜中継リポーター
  - 2015年9月4日からは、後述する事情で休演した井之上に代わって、金曜日にアシスタント代理として全編に出演。同年10月2日から11月27日までは、小早川と共同でアシスタント代理を務めた。2016年にも、2月19日から金曜日のアシスタント代理を担当。「セカンドシーズン」への移行から金曜日の放送を終了するまでは、金曜日のパートナーも務めていた。
  - 2020年4月13日（月曜日）から6月18日（木曜日）までは、自宅から電話で「おうちでアズマッチ」（スタジオから武田が出す指令を放送時間内に自宅で実行する挑戦企画）に出演していた。新型コロナウイルスへの感染拡大の影響で、朝日放送グループがテレビ・ラジオとも報道系以外の生中継企画の放送を見合わせていたことを踏まえた措置で、同年6月23日（火曜日）放送分から中継企画を再開。
- 畑中ふう
  - 基本として毎月第1木曜日にのみ、コーナーレギュラーとして出演。2020年4月からは、「畑中ふうの応援しますえ～」（リスナーが応援して欲しいことを自身のナレーションでラジオCMに仕立てる企画）にも参加していた。
- かみじょうたけし - 2019年4月から、毎月第3木曜日にのみ、コーナーレギュラーとして出演[7]。
- 大野雄一郎◎ - 2020年7月14日から9月29日まで、火曜日の第2部で「大野雄一郎のみなさん、どうでしょう?」の進行を担当。
- 東留伽◎ - 2020年7月16日から10月1日まで、アズマッチとのコンビで、木曜日に「あっちこっちダブルアズマッチ」のリポーターを担当。

### 過去
★:2013年度 - 2015年度のナイターオフ編成で第2部のみ出演（いずれも朝日放送の野球解説者）
- 井之上チャル ☆（月 - 金曜日　→　月 - 木曜日アシスタント）
  - 俳優としてテレビドラマや舞台作品へ出演する場合には、関連する活動を優先する目的で、活動が終了するまで当番組を休演することがあった。
    - 2015年には、「スーパー歌舞伎Ⅱ ワンピース」（10月7日から11月25日まで新橋演舞場で上演の現代風歌舞伎）に出演したため、当番組および『武田和歌子の野球にぴたっと。』を9月2日（水曜日）放送分から11月27日（金曜日）放送分まで休演。この期間中は、FM OSAKAの複数の番組でDJを務める小早川秀樹（愛称「こばやん」）を、『野球にぴたっと。』を含めて月 - 木曜日のアシスタント代理[8] に起用した（10月2日からは金曜日にも出演）。ちなみに、小早川がAMラジオ局の番組にレギュラーで出演するのは、この代演が初めてである[9]。
    - 2016年には、「スーパー歌舞伎Ⅱ ワンピース」大阪公演（3月1日から25日まで大阪松竹座で上演）および博多公演（4月2日から26日まで博多座で上演）に出演する関係で、2月15日（月曜日）から博多公演の終了まで休演[10]。この期間中には、小早川が再び月 - 金曜日のアシスタント代理を務めている。5月2日放送分から月 - 木曜日のアシスタントとして復帰したが、12月30日放送分で卒業。
- 小早川秀樹 （アシスタント代理　→　金曜日アシスタント）
  - 前述のアシスタント代理を経て、井之上復帰後の2016年5月6日放送分から、金曜日のアシスタントとしてレギュラー出演。井之上と同じく、12月30日放送分で卒業。
- 桂ちょうば （番組開始から2013年3月29日までレギュラーで出演）- 月～木曜日は中継リポーターとして登場。金曜日は収録でのリポートコーナーに出演していた。
  - 以上3名は、最終回のエンディングに揃って登場。
- 山本健治 - 番組の初期に金曜日の「週刊・ご意見番」へレギュラー出演
- 福本豊 - 2013・2014年度のナイターオフ編成で第2部の木曜日コメンテーター。2015年度のナイターオフ期間には、ABCラジオで毎週月曜日に『福本豊の虎たまデラックス!』のパーソナリティを務める。2015年12月24日に当番組第2部へ久しぶりに出演した。
- 矢野燿大★ - ナイターオフ編成で第2部の火曜日（2013年度）→　金曜日（2014年度）→　木曜日（2015年度）コメンテーター
  - 2013年度から野球日本代表のバッテリーコーチも務めていたため、ナイターオフ期間に日本代表の国際試合（日米野球2014やWBSCプレミア12など）が組まれる場合には、休演のうえで他の解説者が代役を務めた[11]。2016年シーズンからは阪神タイガースの一軍作戦兼バッテリーコーチに就任するため、コメンテーターとしては、2015年12月17日放送分で、いったん出演を終了。ただし、2016年1月14日放送分には、関本への引き継ぎを兼ねて再度出演した。
- 清水次郎◎★ - 金曜日第2部の「ムキムキ!ノーサイド劇場」に2013年度までレギュラー出演。2010年度の『スポーツにぴたっと。』でも、木・金曜日放送分のメインパーソナリティを務めていた。2016年6月に朝日放送を退社（後に高校教師へ転身）したため、当番組では2015年度のナイターオフ編成で出演を終了。
- 下柳剛★ - 金曜日（2013年度）→　火曜日（2014・2015年度）コメンテーター
- 吉田義男★ - 水曜日コメンテーター
- 有田修三 ★- 金曜日（2015年度）コメンテーター
- 関本賢太郎 ★- 木曜日のコメンテーターとして、2016年1月14日から3月24日まで出演[12]。同年度から朝日放送の野球解説者に就任したため、ラジオ番組では当番組で初めてレギュラーを務めた。
- さぁさ - 2015年1月から2019年3月まで、金曜日に隔週でコーナー出演。

第2部には、2015年度まで、スポーツアナウンサー（武田の夫・小縣裕介や清水など）が日替わりで出演。同年度には、金曜日以外の放送でも、後述する「日替わりコーナー・Part1」の進行を担っていた。
第2部のコメンテーターだった野球解説者については、阪神の春季キャンプ期間中にキャンプ地からの生中継にのみ出演する場合や、他のスケジュールとの兼ね合いで全編にわたって休演する場合があった。吉田・有田・関本は、2016年度に『堀江政生のほり×ナビ』第1部、2017年度から『伊藤史隆のラジオノオト』18時台に日替わりで出演。2018年度の『ラジオノオト』からは、吉田に代わって福本が登場している。
以下の人物は、武田の出産・育児休暇中や、武田が急病などで休演した場合にメインパーソナリティ代理として出演。
- 加藤明子◎ （2010年7月5日 - 2011年3月30日、2013年2月1日）
- マコーマック明子 （2010年7月8日 -　2011年4月1日・11月28日 -　12月6日）
- 堀江政生◎ （2013年2月4日）
- 楠淳生 ◎（2013年11月4日、『フレッシュアップベースボール　武田和歌子の野球にぴたっと。』には武田のパートナーとしてレギュラー出演）
- 桂紗綾◎（2015年10月23日）

以下のアナウンサーは、武田がA型インフルエンザウイルスへの感染に伴う療養で休養した期間（2014年2月13日・14日・17日）に、メインパーソナリティ代理を担当。
- 塚本麻里衣◎ （2014年2月13日：木曜日[13]）
- 乾麻梨子◎ （2014年2月14日：金曜日）
- 喜多ゆかり◎ （2014年2月17日：月曜日）

以下のアナウンサーは、武田が椎間板ヘルニアの発症に伴う療養で休養した期間に、メインパーソナリティ代理を担当。
- 川添佳穂◎ （2015年1月5日 - 8日：月 - 木曜日）
- 小縣裕介◎ （2015年1月9日：金曜日）
- 柴田博◎（2016年3月9日：水曜日）
- 桂紗綾◎（2016年3月14 - 17日および21 - 24日：いずれも月 - 木曜日、3月25日：金曜日、3月28日 - 4月22日）[14]。

以下の人物は、井之上が出演できない場合にアシスタント代理を担当。『　』内は、担当時点で出演していたABCラジオの他番組。
- 堀江政生◎（2012年9月21日）
- 三谷昌登（劇団「6．89」主宰者、2013年2月13日・14日：『堀江政生のほりナビ!!』金曜日）
- 慶元まさ美（2013年2月15日：『慶元まさ美のおはようパートナー』）
- 南山千恵美（2013年2月18日：『南山千恵美のMusic Smile』）
- しもぐち☆雅充（2013年2月19日：『STAR☆MUSIC☆SUNDAY』）
- 山下剛◎ （2013年2月20日）- スポーツアナウンサーでもあるため、『スポーツにぴたっと。』でもアシスタント代理を担当。
- 古川昌希◎ （2013年2月21日：『古川昌希のとっておき情報』）
- 桂ちょうば（2013年2月22日・金曜日：本来は収録コーナーのみの出演）
- 平岩康佑◎ （2013年2月25日・27日：『これぞ!Bs魂 〜気になるオリックス・バファローズ〜』）
- 藤崎健一郎◎ （2013年2月26日）
- 小早川秀樹（2015年9月2日 - 11月27日）

2018年には1月2日（火曜日）からレギュラー放送を開始したが、武田が年末年始の休暇で茨城県へ帰省していたため、当日および3日（水曜日）には以下のメンバーで生放送を進行した。
- 1月2日：桂紗綾◎、ナジャ・グランディーバ、アズマッチ
- 1月3日：ヒロド歩美◎、仲野博文、アズマッチ

2020年には1月6日（月曜日）からレギュラーでの生放送を開始したが、武田とアズマッチがインフルエンザに感染していることが判明したため、9日（木曜日）放送分から揃って休演。15日（水曜日）放送分で2人とも復帰するまでの間は、以下のメンバーで生放送を進行していた。
- 1月9日：桂紗綾、桂吉弥（通常はアズマッチが担当している中継コーナーのリポートを中継スタッフが代行）
- 1月13日（月曜日・成人の日）：桂紗綾、越前屋俵太（中継コーナーでの対応については同上）
- 1月14日（火曜日）：桂紗綾、ナジャ・グランディーバ（中継コーナーのリポートを北村真平◎が代行）
  - 1月15日放送分では、本来の水曜パートナーである仲野もインフルエンザへの感染によって休演したため、ナジャ・グランディーバと同じく女装家として活動するベビーヴァギー（ABCラジオで毎週日曜日の深夜番組『Yes!日曜酒Bar』のパーソナリティを担当）をパートナー代理に立てた。

2020年の夏季には、朝日放送ラジオが第102回全国高等学校野球選手権大会に代わって2020年甲子園高校野球交流試合（8月10 - 12日・15 - 17日）の全16試合を中継することに伴って、武田がこの期間中に夏季休暇を取得。当番組は12日（水曜日）と予備日の13日（木曜日）に放送されたが、12日には桂紗綾◎、13日には柴田◎がパーソナリティ代理を務めた（12日は15:30開始の短縮放送）。
- 武田は8月18日（火曜日）から当番組への出演を再開したが、家族が体調を崩したことを理由に、同月24日（月曜日）から再び休演。休演期間中の放送では、以下のアナウンサーを代役に立てている。9月7日（月曜日）から、武田が再び出演。
  - 8月24日 - 26日および9月1 - 2日：桂紗綾◎
  - 8月27日・9月3日：八塚彩美◎（パートナーは『とびだせ!夕刊探検隊』で共演している桂吉弥）
  - 8月31日：橋詰優子◎

## 主なコーナー

### 月曜日および火 - 木曜日第1部（15:00 - 17:00）
公式サイトに記載のタイムテーブルを基に、セカンドシーズン開始（2017年1月）時点で作成。「　」内は放送上のタイトルで、放送時間は目安。武田や日替わりパートナーが出演しない場合には、代演者が該当する。

ファーストシーズンでは、武田か井之上が放送中に言い間違いや失言を発した場合には、番組スタッフの判断で「和歌子（チャル）、アウト!」という台詞の入った効果音を流すことがあった。

15時台
- 15:00 オープニング
  - 武田とパートナーが毎回、1つのテーマに沿ってフリートークを展開。また、リスナーが放送中に参加できる「ぴたっと。アンケート」のテーマを発表していた。
- 15:10 ABCニュース
  - 武田以外のアナウンサーが、シフト勤務の一環として担当。当番組では2013年3月29日（金曜日）まで、『ABC朝日ニュース』というタイトルで放送されていた。
- 15:15 
  - 「あっちこっちアズマッチ!」
    - アズマッチが旬の場所からリポートを入れる生中継コーナーで、金曜日にも放送していた時期から、月 - 木曜日の15時台・16時台に1回ずつ挿入。1回目の中継では、当日の中継先を伏せたうえで、アズマッチがスタジオの出演者にクイズを出題。中継先を予想させてから、2回目の中継で発表した。
    - 2016年1月以降の木曜日には、エコリング（兵庫県姫路市に本社を置く中古ブランド品・貴金属の買取・販売会社）とのタイアップ企画として「あっちこっちアズマッチ! わらしべ長者への道」を放送。エコリングでの換金による全額寄付を目標に、同社の鑑定担当者が中継に同行しながら、中継先で手に入れたグッズを毎週高額なグッズに交換していた。
- 15:30 「ぴたっと。トピックス」 
  - 放送当日に関西圏で発行された全国紙夕刊・夕刊紙の記事を紹介。夕刊が発行されない日に放送する場合には、当日の午前中に起こった出来事を伝える。以前のコーナータイトルは、「夕刊トピックス」であった。
- 15:40  日替わりコーナー・Part1
  - 「ぴたっとフォトクラブ活動報告」（隔週水曜日）
    - 当番組の出演者・スタッフ・リスナーが参加する「ぴたっとフォトクラブ」の近況を伝えた。
    - 当番組の公式サイトでは、写真投稿フォーム付きの「ぴたっとフォトクラブ」ページを設けると共に、封書または投稿フォームによって投稿された写真の一部を公開中。「ぴたっとフォトクラブ」へ登録したリスナーには、受付順に会員番号を付与していた。
- 15:53　ABC交通情報

16時台
- 16:00　ABCニュース
- 16:03　ABC天気予報 
  - ファーストシーズンでは一貫して、アシスタント（休演時には代演者）がスタジオで原稿を読んでいた。
- 16:05 「ワールドぴたっと。」
  - 世界各地で起こった珍しい現象・出来事などを紹介していた。
- 16:15 「あっちこっちアズマッチ」
  - ナイターオフ期間にのみ第2部を放送していた時期には、アズマッチがこの時間まで出演した後に、中継先からスタジオへ戻って第2部へ登場していた（後述）。
- 16:30 「ぴたっと。ラジオショッピング」 
  - ジャパネットたかたの担当者が、同社スタジオからの中継で出演。当番組でも、同社のラジオショッピングに関する特別番組を、年に数回放送していた。
- 16:35　日替わりコーナー・Part2
  - 「週刊じょう本」（火曜日）
    - 当コーナーのみ、ジュンク堂書店大阪本店の副店長が出演。同店で特に売り上げの多い新刊書籍を紹介する。

  - 朝日新聞との連動企画（水曜日）
  - 「畑中ふうの未来を探せ」（毎月第1木曜日）
  - 「ドクター森田のぴたっと。クリニック」（毎月第1週を除く木曜日）
    - 当コーナーのみ、森田豊（医師・医療ジャーナリスト）が電話で出演した。
- 16:50　ABC交通情報
- 16:53　ABC天気予報
- 16:55　エンディング
  - 武田・パートナー（以前はアシスタント）とも、第2部（2012年度までは『スポーツにぴたっと。』）や『武田和歌子の野球にぴたっと。』を放送する日には「この後もぴたっと。」、月曜日には「明日も午後3時にぴたっと。」と言いながら番組を締めくくっていた。
  - 2部構成であった2013年度ナイターオフ期間の火・木曜日には、当時第2部で放送されていた「ぴたっと。アンケート」（火曜日）「ぴたっと。ジャッジ」 （木曜日）への回答やメッセージを受付。この時間に、メッセージの一部を紹介していた。

#### 過去のコーナー
- ぴたっと・ジャーナル（月～木曜日） - 初期に放送。ニュースについて、専門家にインタビュー。
- 週刊・ご意見番（金曜日） - 初期に放送。山本健治らによる1週間のニュース総括やリポート。
- 夕刊“ぴたっと。” - 夕刊記事の紹介、夕刊発行のない日は「朝刊“ぴたっと。”」。
- 夕刊ぴたっとこんなんありますけど
- ぴたっと・トピックス
- ぴたっとカフェ
- 週末ぴたっとさん いらっしゃーい（金曜日）
- 来て来てちょばーん（金曜日）
- ぴたっとジャポン
- あなたにぴたっと。→ぴたっとメッセージ - 生活の知恵や雑学、リスナーからのお便りなどの紹介。
- ぴたっと番記者・堀江政生です（不定期、15時台）- コーナータイトルの「番記者」とは、番組初期の2010年7月まで、堀江が政治担当記者として朝日新聞東京本社の政治グループへ出向していたことによる。
- ちゃるぴたっ! - 井之上が伝えるエンターテインメント情報コーナー。前述の「週刊じょう本」は、当コーナー火曜日の企画を継承している。
- かつみ♥さゆりのわたしにプラス 夢をかなえるカウンセリング（月～金曜日）
- 資生堂 かつみ・さゆりのラブラブビューティー（月～金曜日、2012年3月まで）
- 大人のフフフ（金曜日16時台前半） →　チャルの漢（おとこ）クッキング（金曜日　→　木曜日16時台後半）- 当初は武田が料理するコーナーだったが、井之上が考案したオリジナル料理を毎回1種類作ったうえで、武田と共に試食する内容に変更。井之上の休演中に小早川が引き継いたが、井之上の出演曜日変更を機に、放送枠を木曜日へ移動した。井之上の降板を機に、2016年12月29日放送分で終了。井之上・小早川の最終出演日（同月30日）には、2人の労をねぎらう目的で、当初の企画の趣旨に沿った「和歌子の女のクッキング」を特別に放送した。
- チャルが見た!（2013年4月 -2014年6月、木曜日16時台後半） - 井之上が放送日までに接した新作映画・新刊書籍・イベントから、感銘を受けた作品やイベントを紹介していた。過去の放送内容は、公式サイト内の当コーナーのページ を参照。
- ナジャの悩み相談（2013年10月から月曜日16時台の後半で放送） - 大阪を中心に「女装歴39年（2014年から40年）のタレント」として活動するナジャが、リスナーから寄せられた悩みの相談に対して、武田・井之上を交えながら前向きな答えを導き出した。
- 大阪検定ブラ歩き（金曜日） - 小早川がアシスタントを務めていた時期に、前述の「日替わりコーナー・Part2」内で放送。大阪検定の出題範囲にちなんだ場所・エリアを小早川が事前に訪問したうえで、その模様をスタジオで報告していた。
- ぴたっと。スポーツ（月曜日 → 金曜日）
- コラムで読み解く一週間（金曜日）
- ぴたっとーく（金曜日） - 武田と女性のマンスリーゲストによる事前収録の対談コーナーで、1回の収録分を1ヶ月（4 - 5回）に分けながら、2017年3月まで16時台で放送。当番組公式サイトの 特設ページ では、コーナーが終了してからも、放送済みの音源をまとめて公開している。

以下のコーナーは、加藤が月～水曜日にパーソナリティ代理を務めた時期に放送。
- クイズあきっこ25（火曜日）- 当時、加藤が出題・アシスタントを務めていた『パネルクイズ アタック25』（ABCテレビ）にちなんだコーナー
- 明子加藤の○○な話

以下のコーナーは、マコーマックがパーソナリティ代理を務めた時期に放送。
- 新米ママコーマック明子です（木曜日）
- ビストロ・マコーマック（金曜日）
- マコーマックのぴたっと家計簿（金曜日）

##### 中継☆ちょばーん
番組開始から2013年3月28日（木曜日）まで、金曜日を除いて、15時台前半と16時台前半に放送されていた桂ちょうばによる生中継コーナー。2011年4月18日放送からは一時、タイトルを「弾丸☆ちょばーん」に変更。同年10月からは、このタイトルに「GOGO!」を追加している。
2010年4月中旬のスペシャルウィーク期間中には、ちょうばがリスナーの仕事などを手伝うことを目的に、「お助け☆ちょうばーん」として中継リポートを実施。ちょうばがリスナーが経営するケーキ店でケーキを作る模様などを放送した。
2010年4月26日放送からは、「ちょばーん行先　超高性能ハイパーガラガラシュート」という小型回転抽選器で、次回の中継先を決めるようになった。抽選器に入っている玉には、次回の中継候補先を示す駅名が記載。次回の中継では、抽選器から出た玉に示された駅の付近から、ちょうばがリポートを入れるようになっていた。
抽選器の玉については、2010年4月の放送開始からしばらく、大阪市営地下鉄の駅番号を記載。地下鉄・ニュートラム（および地下鉄と通しで駅番号が振られている北大阪急行線・近鉄けいはんな線）の駅前付近でリポートを実施した。2011年1月4日の中継で大阪市営地下鉄全駅を一通り回り終え、翌1月5日の中継より「朝日放送から20km圏内のJR線の駅」という新しい条件で中継先を決定していた。2011年8月25日に一通り回り終え、8月29日-9月1日の1週間は抽選器を使わずスタジオから中継先を指示したり、ちょうば自身が行きたい所から中継した。2011年9月5日放送から当コーナーの終了までは、「関西にある5つの私鉄（阪急・阪神・京阪・近鉄・南海）の駅」から中継先を決めていた。
中継に特別な条件（イベントの開催やスポンサーの都合など）が絡む場合には、通常の駅前中継を休止したうえで、番組から指定された場所（郊外のスーパーマーケットなど）での中継を実施。その場合には、タイトルを「来て来てちょばーん」に変更していた。
ちなみに、番組開始当初は、金曜日にも「中継☆ちょばーん」のコーナーが存在した。ただし、「16時台の後半に1コーナーだけ挿入」「事前に収録された音源を放送」「（当時のコーナースポンサーであった）レジャー施設の紹介」といった点で、他曜日の中継とは異なっていた。

### 第1・2部[17]の幕間
（フロート番組を放送する時間帯）
- 17:00 - 17:10
  - 月曜日：川中美幸 人・うた・心（文化放送制作） → 征平・あさおのどす恋ラジオ → （堀江政生→○○○○の）ちょびっと（2015年3月30日より枠移動、期間限定番組に差し替える場合あり。同年10月5日から2016年3月23日まではABCアナウンサーが週替りで担当）→　伊藤史隆のOn-site RADIO（2016年3月28日より）
  - 火曜日：川中美幸 人・うた・心 → 征平・あさおのどす恋ラジオ → （堀江政生→○○○○の）ちょびっと→　桑原征平の快適生活ラジオショッピング!（2016年3月29日より、同年3月24日までは木曜日に放送）
  - 水曜日：川中美幸 人・うた・心 → 征平・あさおのどす恋ラジオ → 小籔・にゃんたのラジオ歴史堂（2014年3月27日まで） →　（堀江政生→○○○○の）ちょびっと（同年4月2日から2015年3月26日まで。水曜日は同年5月より再開） → 征平・あさおのどす恋ラジオ（木曜日：2015年4月から同年11月26日まで）→　征平・あさおのどす恋ラジオ （2016年3月30日より）
  - 木曜日：川中美幸 人・うた・心 → 征平・あさおのどす恋ラジオ → 小籔・にゃんたのラジオ歴史堂（2014年3月27日まで） →　（堀江政生→○○○○の）ちょびっと（同年4月2日から2015年3月26日まで。水曜日は同年5月より再開） → 征平・あさおのどす恋ラジオ（2015年4月から同年11月26日まで）→　桑原征平の快適生活ラジオショッピング!（2015年12月3日から2016年3月24日まで）→　茂山童司の栴檀代々（2016年4月1日より、同年3月21日までは毎週月曜日の19:00 - 19:30に放送）
  - 金曜日：川中美幸 人・うた・心 → 征平・あさおのどす恋ラジオ → だしツッコミ!関西ほんまめん・つるやわトーク（2014年3月28日で放送を終了） →　タージンのスナックYeah!（2013年度ナイターオフ期間に土曜日で放送、同年4月4日より放送枠を移動） → 征平・あさおのどす恋ラジオ（2015年4月から2016年3月25日まで）→　茂山童司の栴檀代々（2016年4月2日より）
- 17:10 - 17:20
  - 月 - 金曜日：feel the mind〜最上の出会い〜（TBSラジオ制作） → サウンド・キャッチ（TBSラジオ制作） → 高田純次 毎日がパラダイス（文化放送制作、2015年3月まで） → 吉田照美 飛べサル名曲商店街（文化放送制作、2015年4月から2015年9月25日まで）
- 17:20 - 17:25
  - 月 - 木曜日：北村真平 → 古川昌希のとっておき情報
  - 金曜日：研ナオコの過払い金ズバッと法律相談 → 過払い金おまかせ法律相談（2015年1月にタイトル変更） → 過払い金ナットク法律相談（2015年4月にタイトル再変更、いずれも文化放送制作）

2015年度のナイターオフ期間以降の編成では、第2部の放送開始時間を17:15に繰り上げる関係で、17:10以降に以下の番組を編成する。
- 17:10 - 17:15 
  - 月曜日：古川昌希のとっておき情報（2016年3月21日まで） 　→　伊藤史隆のOn-site RADIO（2016年3月28日より）
  - 火 - 木曜日：古川昌希（→小西陸斗→佐藤修平）のとっておき情報
  - 金曜日：古川昌希のとっておき情報（2015年12月25日まで）　→　三代澤康司の温かいって幸せ（2016年1月8日から2016年3月25日まで） → 　古川昌希のとっておき情報（2016年4月1日より復活、後にパーソナリティを小西→佐藤に交代）
- 月曜日17:15 - 17:25
  - わかさ生活プレゼンツ 角谷建耀知の「出来ることから始めよう!」（KBS京都制作、2015年10月から2016年3月21日まで）　→　伊藤史隆のOn-site RADIO（2016年3月28日より）

### 第2部
「　」内は放送上のタイトルで、放送時間は目安。

#### 2019年度以降の火 - 木曜日第2部（17:15 - 17:55）
- 17:15　オープニング
- 17:20　ABCニュース
- 17:25　
  - プロ野球シーズン：スポーツコーナー
    - 当日発行されたスポーツ紙の主な記事を紹介するほか、武田が独自に取材したトピックも伝える。
    - プロ野球シーズン中には、放送前日（火曜日の場合には前週末）の阪神の戦い振りを、試合実況の音源を交えながら振り返る。
    - 『ABCフレッシュアップベースボール』で中継する阪神ナイトゲームのプレーボールが18:00に予定されている場合には、当該試合における阪神のスターティングメンバーを、武田がスタジオからいち早く伝える。
    - 2020年7月14日以降の火曜日には、「大野雄一郎のみなさん、どうでしょう?」をこの時間に編成。同年入社のアナウンサーで、ジャニーズ事務所のタレントの大ファンでもある大野が、トレンド情報や同事務所で注目しているユニットを武田やナジャ・グランディーバに紹介している。

  - プロ野球オフシーズン
    - 木曜日：「京阪神スナックカラオケランキング」
      - 第一興商の業務用通信カラオケ「DAM」で集計されるカラオケリクエスト件数の全国ランキング（放送前日までの1週間分）に、京阪神地区のスナックで集計したカラオケリクエスト件数のランキングを組み合わせたコーナー。最初に「DAM」の全国ランキングからベスト5の楽曲を紹介した後に、1軒のスナックにおけるリクエストベスト5を、常連客のエピソードと共に紹介する。最後に、スナックでのベスト5に入った楽曲から、パートナーの吉弥が気に入った1曲をフルコーラスで流す。ちなみに、当コーナーの放送期間中には、ランキングの紹介に協力できるスナックを募集している。

  - 放送日によっては、「和歌子の日記」を組み込むことがある。
    - 2015年1月から隔週金曜日 → 隔週水曜日の第1部で放送。小縣家をはじめ、武田の身辺で起きた出来事を、1～2週間単位の日記形式で武田が紹介する。
    - 小縣が妻の代役を務めた2015年1月9日の放送では、前回（12月26日）の「和歌子の日記」を検証後、交通情報を挟んで「裕介の日記」と題して年末年始の小縣家の出来事を披露した。
- 17:41　ABC交通情報
- 17:45
  - プロ野球シーズン：「タイガースヘッドライン」（オフシーズンには『伊藤史隆のラジオノオト』内で18時台の前半に放送）
  - プロ野球オフシーズン：「ぴたスポ」
    - 関西地方向けに当日発行されたスポーツ紙から、武田が気になった記事を1本紹介する。
- 17:50　エンディング

#### 2016 - 2018年度の火 - 金曜日第2部（17:15 - 17:55）
- 17:15　ぴたっと。ニュース
  - 直近のニュースから主なトピックスを、武田がストレートニュース形式で伝える。
- 17:20  日替わりコーナー
  - 「ナジャの言わせてちょ～だい!」（火曜日）
  - 「Billboardチャート」（木曜日）
  - 「聞かせて!さぁさ」（金曜日）
    - リスナーから募集した詞に、本業がミュージシャンであるさぁさがオリジナルの曲を付けたうえで、ギターの弾き語りによって披露するコーナー。歌詞のテーマや作曲を依頼する目的は自由で、歌詞を採用されたリスナーには、完成した曲を収録した「世界で1枚のCD」を進呈した。
    - 当初は アズマッチの単独企画「聞かせて!アズマッチ」として、隔週金曜日の第2部に放送。2015年1月から一時、さぁさと交互に担当していた。なお、第2部を放送しないナイターイン編成では、第1部の「日替わりコーナー・Part1」枠（前述）で放送した。
- 17:40　お天気アズマッチ
- 17:45　ABC交通情報
- 17:50　エンディング

#### 2015年度までの火 - 金曜日第2部（17:15 - 19:00）
2015年度の放送内容を基準に記述。

●：2016年度から『堀江政生のほり×ナビ』第1部で放送（一部のコーナーは『伊藤史隆のラジオノオト』でも継続）

17時台
- 17:15　オープニング
  - 放送上は「武田和歌子のぴたっと。後半戦」と総称。2014年度までは、コメンテーターを務める野球解説者が、この時間から出演していた。
  - 2013年度から2014年度までの放送では、1970年代 - 1990年代のテレビドラマ・テレビアニメ・ヒット曲を題材に、出演者が寸劇や声真似を演じてから本編に入る（緊急時を除く）。2013年度には、その役割をもっぱら武田が担っていた。
    - 2014年度には、出演者の名前（主に武田・井之上）をランダムに連呼するルーレット風の音源を最初に放送。最後に名前を呼ばれた人物が、寸劇や声真似を演じる趣向に変わった。コメンテーターや本編に登場するスポーツアナウンサーの名前[18] が音源に加えられることもあるが、大抵は武田か井之上が選ばれている[19]。

  - 2015年度には、上記の趣向を廃するとともに、第1部のトークの続きやリスナーからのメッセージ紹介を中心に放送。コメンテーターは、この時間か、後述する「スポーツヘッドライン」からエンディングまで出演する。
- 17:25　「スポーツヘッドライン」●
  - 2011年度の『スポーツにぴたっと。』から放送されているコーナーで、オープニングテーマに『HERO - Main Title - 』（かつて関西テレビで放送されたフジテレビ制作の月9ドラマ『HERO』のテーマソング）を採用。阪神タイガースを中心に、最新のスポーツニュース・情報を伝える。ニュースの内容によっては、スポーツ選手・関係者によるインタビュー・記者会見の収録音源や、ABCのスポーツアナウンサー・ディレクターによるリポートを流すことがある。
  - 17:55から『ABCフレッシュアップベースボールスペシャル』としてプロ野球のナイトゲームを中継する場合には、タイガース関連の最新情報に特化する。
  - 2013年末から2014年3月までは、井之上が当コーナーのリポートで「良い情報を提供している」と感じたアナウンサーに対して、井之上から1色のボールペンを進呈。ただし、井之上の評価が往々にして厳しいため、実際に進呈されたアナウンサーは少なかった。
- 17:40　ABCニュース
- 17:45　ABC交通情報
- 17:50　「晩ごはんのおともに ニューストップ5」
  - 政治・経済・社会・生活などのジャンルを問わず、国内外のニュースから、「（放送日の）晩御飯のお供になりそう」というトピックスについて番組独自で「ベスト5」を選出。武田が5位から順に紹介するとともに、コメンテーターを務める野球解説者が、『サンデーモーニング』（TBS制作・JNN系列の全国ネット番組、関西地方ではMBSで放送）での張本勲さながらに個々のトピックを評価する。コメンテーターがスタジオに出演しない場合には、アズマッチを当コーナーへ登場させたうえで、武田・井之上と交互にトピックを評価する。
  - トピックの評価に使われるアタック音は、当日出演のコメンテーターのキャラクターや、出身地の方言にちなんで日替わりで使い分けられている。コメンテーターがスタジオに出演しない場合には、武田・井之上（休演期間中は小早川）・アズマッチ用のアタック音を特別に流す。
    - 水曜日：吉田（京都府出身）「あっぱれ!」または「喝!」
    - 木曜日：関本（奈良県出身）「ええで!」「あっぱれ!」または「なんでやねん!」
    - 金曜日 → 火曜日：下柳（長崎県出身）「よかばい!」または「あかんばい!」
    - 金曜日：有田（山口県出身）「ええよ!」など

  - 『ABCフレッシュアップベースボールスペシャル』を放送する場合には、当コーナーを「わくわくスタジアム」（後述）に差し替え。コーナーの終了後に、CMをはさんで17:53頃からエンディングに入る。
  - 阪神タイガースの選手をゲストに迎える場合には、当コーナーから後述の「日替わりコーナー・Part1」まで登場。当コーナーでは、当日出演のコメンテーターと一緒にトピックを評価する。2013年12月10日（火曜日）には、藤浪晋太郎（阪神タイガース投手）が、当コーナーから後続コーナーの「矢野燿大のこんなん知ってまっか?」までの出演によってラジオの生放送番組デビューを果たした。

18時台
- 18:10　日替わりコーナー・Part1（いずれの曜日もコメンテーターは原則として当コーナーまで出演）
  - 火曜日：「下柳剛の達人列伝」
    - 2015年度に放送。さまざまな分野の達人をゲストに招いて話を聞く。
    - オープニングでは、『料理の鉄人』における美食アカデミー主宰の口上と下柳の現役時代のユニークな自主トレ内容を絡めたフレーズを、進行のスポーツアナウンサーが伝える。

  - 木曜日 → 水曜日：「福本豊 → 吉田義男のあの人は今 元・プロ野球選手名鑑」●
    - 福本と接点のあった元・プロ野球関係者（ゲスト）[20] の近況を、主に電話によるインタビューを通じて紹介する企画で、2013年度から放送。インタビューの冒頭では、福本へのクイズを兼ねてゲストの名前を伏せさせている。テーマソングは『お元気ですか』（歌：清水由貴子）。2014年度（初回ゲストは佐野慈紀、最終回ゲストは山田久志）には、放送時間を後述のPart2にまで拡大している。
    - コーナータイトルは「元・プロ野球選手」だが、福本の現役選手当時の審判員やトレーナーなど、元選手以外の関係者も随時登場。ゲストによっては、福本には知られないようにスタジオの外で電話に出てから、そのままスタジオへ出演することもある[21]。
    - 福本がオリックスや阪神のコーチ時代に指導していた大豊泰昭（元・中日および阪神外野手）は、2014年2月27日放送分の当コーナーへ電話で出演したが、2015年1月18日に51歳で急逝した。2015年1月22日（木曜日）の「ニューストップ5」では、当コーナーへ出演した際の音源を流しながら、大豊の訃報を伝えた。
    - 2015年度には、「吉田義男のあの人は今 元・プロ野球選手名鑑」として水曜日に放送（同年度初回ゲストは川藤幸三、最終回ゲストは中西清起で、いずれもスタジオ出演）。1985年の日本一メンバーやその前後2度の吉田監督時代に在籍していた阪神OBがゲストに多く起用された。前年度に延長されていた放送時間は元に戻った。進行のスポーツアナウンサーは楠淳生、伊藤史隆、中邨雄二といった50代のベテランに限定されていた。2015年12月24日（木曜日）の福本出演時は「福本豊のあの人は今 帰ってきた元・プロ野球選手名鑑」と題して、前日の吉田版と2日続けて放送（ゲスト・石嶺和彦）。

  - 水曜日 → 木曜日：「吉田義男（ → 矢野燿大 → 関本賢太郎）に挑戦! クイズ・トラモネア」
    - 2014年度から放送。毎回ある1年に焦点を当てながら、ABCラジオにおける阪神戦中継の実況音源などを基に、その年に起こった「トラ（阪神タイガース）」関連の出来事（同球団で引退した野手による現役最終打席の結果など）について、吉田（2015年10月 - 12月は矢野、2016年1月21日以降は関本）と井之上（休演期間中は小早川）がクイズで対決する。
    - 2015年度には、スポーツアナウンサーが進行を担当。武田は井之上（小早川）と組んで解答者に回る。解答者は、母体になったクイズ番組の「テレフォン」に相当する権利として、阪神ファンの集う居酒屋への電話を通じてヒントをもらえるようになっている。
    - 矢野と関本が揃って出演した2016年1月14日には、「矢野燿大と関本賢太郎に挑戦!クイズ・トラモネア」という特別企画を放送。中邨が出題役を務めるとともに、矢野・武田（矢野チーム）と関本・井之上（関本チーム）によるチーム対抗戦で進行した。

  - 金曜日：「ムキムキ!!ノーサイド劇場」●
    - 『元気イチバン!!ぶっちぎりプレイボール』（『スポーツにぴたっと。』の前身番組）時代の2002年度から、『スポーツにぴたっと。』時代を通じて、ナイターオフ期間の金曜日に放送されているラグビー情報コーナー。同番組での放送中から、関西の社会人ラグビー現役選手や指導者をゲストに迎えることが多く、神戸製鋼OBの大八木淳史や大畑大介[22] も定期的に登場している。
    - 進行担当のアナウンサーが『スクール☆ウォーズ』（大八木を輩出した京都市立伏見工業高等学校ラグビー部がモデルの連続ドラマシリーズ）を模したフレーズをオープニングで伝えることが特徴。2014年度には、ゲストを迎えた場合に、そのゲストがラグビーで特に熱くなったプレー・試合を「○○（ゲストの氏名）のラグビー魂」として紹介している。
    - 競合他社が特別協賛および試合の中継を担う全国高等学校ラグビーフットボール大会についても取り扱っており、同大会出場校の監督・選手が出演することもある。
    - 2010年度には、清水がパーソナリティを務めた『赤星と次郎のオーライオーライ』（同年度の『スポーツにぴたっと。』金曜枠）の中で当コーナーを放送していた。
- 18:30　日替わりコーナー・Part2（2014年度の木曜日、2015年度の火曜日以外はこの時間からエンディングまで武田・井之上で進行）
  - 火曜日：「めざせギバちゃん! ぴたっと。ゴチになるばい!」
    - 他のテレビ局のバラエティ番組で放送されている「グルメチキンレース・ゴチになります!」のラジオ版に当たる企画で、2015年度に放送。
    - 進行は基本的に武田が担当するが、「達人列伝」のゲストが引き続き出演する場合はスポーツアナウンサーが進行する。

  - 水曜日 → 木曜日：「新商品さん いらっしゃい」
    - 放送時点で話題の新商品や、放送時点で開催の物産展で見付けた商品について、武田と井之上（休演期間中は小早川）がチーム対決形式のプレゼンテーションで現物を紹介。番組スタッフのジャッジによって、勝利チームを決める。放送日によっては、中継先からスタジオへ戻ったアズマッチが、対決に加わることもある。

  - 金曜日：「ぴたっと。劇場」
    - 実際にあった心温まるエピソードを、武田の1人語りを通じてドラマ仕立てで再現する。ただし、「ムキムキ!ノーサイド劇場」や特別企画との兼ね合いで放送されない週もある。
- 18:45頃　アズマッチがメインで進行するコーナー（この時間からエンディングまでアズマッチも出演）
  - 「おかえりアズマッチ!!」（第1部の中継がない金曜日にも放送）
    - 中継リポーターのアズマッチが、第1部の中継終了後（月 - 木曜日）やプライベート（金曜日）で購入した「素敵なお土産」をスタジオで紹介したうえで、武田・プロデューサー・放送作家（総勢3名）の評価を仰ぐコーナー。ただし、番組で用意する「お土産」用の予算は1,000円で、それ以上の価格の「お土産」を購入する場合にはアズマッチ自身が差額を負担。また、中継で紹介した商品は「お土産」とみなさない。
    - 2013年10月の放送では、出演者への「お土産」が評価の対象になっていた。しかし、日本シリーズの終了を機に、同年11月5日（火曜日）放送分からルールを変更。アズマッチがリスナーへのプレゼント用に900円以内で購入した「お土産」を、武田・プロデューサー・放送作家が「あり」「なし」の二者択一で評価する。なお、全員一致か多数決で「あり」という結論に達した場合には、その「お土産」をハガキ限定のリスナープレゼントに提供。「なし」という結論が出た場合には、アズマッチが「お土産」を実費で買い取ることになっている。
    - 放送日によっては、アズマッチが「素敵なお土産」を購入していても、前述の日替わりコーナーや特別企画との兼ね合いで放送を見合わせることがある。その場合には、後日の放送で「お土産」をまとめて評価する。
- 18:55　エンディング
  - 放送日によっては、コメンテーターを務める野球解説者が、第2部の全編にわたって出演。2014年度の木曜日では、「福本豊のあの人は今 元・プロ野球選手名鑑」を、エンディング付近まで放送することが多かった。

##### 2014年度までに放送された日替わりコーナー
- 火曜日Part1：「矢野燿大のこんなん知ってまっか?」（2013年度）
  - 2011年度の『スポーツにぴたっと。』から「チャルのこんなん知ってまっか?」として放送されてきたコーナーで、世間で流行している商品・サービスや最新のトピックを紹介。当番組の第2部では、矢野の進行による「矢野燿大のこんなん知ってまっか?」と改題する一方で、井之上も引き続き出演する。ただし、矢野が出演できない場合には、井之上の進行で「チャルのこんなん知ってまっか?」を復活させていた。
  - 「チャルのこんなん知ってまっか?」として放送していた時期から、進行役（井之上→矢野）が外国人風のイントネーションでタイトルコールを披露することが特徴。放送日によっては、当コーナーにゲストを迎えてのスタジオトークに宛てていた。
- 水曜日Part1：「本当にあるある?プロ野球の裏側」（2013年度）
  - プロ野球をはじめ、スポーツにおける「定説」「ジンクス」「ありがちなこと」に対する疑問を、第1部から当コーナーの直前まで電子メールとFAXで募集。そのような疑問の一部を武田がたて続けに紹介したうえで、コメンテーターの吉田に真偽のほどを訊いていた。ただし、真偽の判断は、あくまでも吉田の経験や見聞や主観による。
- 木曜日Part2：「ぴたっと。ジャッジ」（2013年度）
  - 世間にはびこる「境界線」が曖昧な物事から、毎回1つのテーマを選んだうえで、第1部から当コーナーの直前まで電子メールとFAXでリスナーへのアンケートを実施。その結果とエピソードを男女別に紹介しながら、平均値などを基に男性部門・女性部門・回答者全体の「境界線」を判定していた。2014年度の木曜日では、当コーナーに代わって、Part1（元・プロ野球選手名鑑）の放送時間をPart2にまで拡大している。
- 火曜日Part1：「めざせGACKT! ぴたっと。格付けチェック」（2014年度）
  - 『芸能人格付けチェック』（武田が進行役で出演経験のあるABCテレビ制作の全国ネット番組シリーズ）のラジオ版に当たる企画。武田などの進行で、似て非なる2つの物や音源から、下柳と井之上に「本物」を見抜かせる。
  - 進行役が下柳と井之上へ正解を教える前に、音楽が流れるヘッドフォンを2人にかぶせたうえで、リスナーだけに向けて放送で正解を明かすことが特徴。「本物」を識別できなかった場合には、罰ゲームが課せられる。
- 火曜日Part2：「ぴたっと。アンケート」（2013年度・2014年度）
  - 当番組とは関係なくインターネットで集計・発表されたアンケートから、番組で注目したアンケートと同じ質問をリスナーに投げ掛けたうえで、第1部から当コーナーの直前まで電子メールとFAXで回答を募集。多く寄せられた回答をベスト5形式で発表するとともに、回答にちなんだリスナーのエピソードの一部を紹介することで、当番組独自の結論を導き出す。

## 『ABCフレッシュアップベースボール』関連の番組・コーナー（プロ野球シーズン中）
ABCラジオでは、当番組の放送を機に、2010年度からプロ野球シーズン中（おおむね4月から9月）に『 野球にぴたっと。』シリーズを編成。『ABCフレッシュアップベースボール』の前座番組として、毎週月曜日の17:25 - 18:00と、毎週火～金曜日の17:25 - 17:53に放送している。
当シリーズでは、後枠で『ABCフレッシュアップベースボール』（または『ABCフレッシュアップベースボールスペシャル』）を放送する場合に、ステブレレスで同枠に直結。その場合には、パーソナリティが「この後は○○にぴたっと。」という言葉を叫ぶことで番組を締めくくる。○○には、後枠がプロ野球中継であれば中継先の球場名、自社制作の特別番組（『赤星と次郎のオーライオーライ』や『矢野燿大のどーんと来い!!』）であれば番組の略称（「オーライオーライ」や「矢野どん」）が入る。
番組前半は阪神タイガースのナイターが行われる球場を結んでの試合直前情報（デーゲームである場合はその回顧）、「ABCニュース・天気・交通情報」を挟んだ後半は阪神戦以外の他球場の先発投手情報・デーゲーム結果・経過速報や大リーグの日本人選手情報などの野球関係の話題を取り上げている。
また、（阪神戦を含めて）『ABCフレッシュアップベースボール』でプロ野球のナイトゲームを中継する場合には、2011年を除いて番組の後半でキリンビールの1社提供によるNRN加盟局の企画ネットリスナー参加コーナー（2010年「キリン一番搾り　一番プレーヤー」→2012年「キリンラガービール ガツンプレイヤー」→2013年「麒麟淡麗Presents キレうまプレイヤー」）を放送。中継する試合について、武田が両チームのスターティングメンバー を発表するとともに、（所属チームの勝利を前提に）最も活躍しそうな選手（一番プレイヤー→ガツンプレイヤー→キレうまプレイヤー）をリスナーに予想させる。参加者は、『武田和歌子のぴたっと。』とは別に設けられる専用のメールアドレスに宛てて、予想した内容を電子メールで送信。ただし、試合後に番組サイドで選出する上記プレイヤーの的中者に、抽選でキリンビールのアルコール飲料を進呈することから、予想に参加できるのは20歳以上のリスナーに限られる。正解と当選の発表は、原則として翌日の同枠で発表。当コーナーの放送時間までに中継カードのスターティングメンバーが正式に発表されない場合（主に開始予定時刻を18:15以降に設定しているカード）では、番組サイドで独自に予想したメンバーを参考情報として伝える。
全国高校野球選手権大会中継の期間中には、『ABCフレッシュアップベースボール』でプロ野球のナイトゲームを中継する日でも、高校野球の試合展開（最大延長17:55）に応じて当番組を休止することがある。ただし、高校野球中継を17:25から17:50までの間に終了できる場合には、17:52 - 17:55にキリン提供の企画ネットコーナー（前述）を独立番組扱いで放送してから『ABCフレッシュアップベースボール』につなぐ。

### 『フレッシュアップベースボール 野球にぴたっと。』（2010年）
2010年4月5日から10月1日まで放送。開始当初の出演者は、武田和歌子と楠淳生（ABCアナウンサー）であった。武田の産休以降は、『ぴたっと。』に続いて、加藤（月～水曜日）とマコーマック（木・金曜日）も登場している。
阪神タイガースの試合のある日には、『ABCフレッシュアップベースボール』で実況・ベンチリポートを担当するABCアナウンサーや解説者とのやり取りで直前情報を伝える「リポレポ」や、スポーツ実況のベテラン・楠が試合の見所を解説する「楠淳生の聞くツボ」などのコーナーで構成していた。楠が『ABCフレッシュアップベースボール』でナイトゲームの実況を担当する場合には、中継先からそのまま番組を進行。楠が休暇に入った際には、後輩のスポーツアナウンサー（中邨雄二や清水次郎）が代役で登場した。
『ABCフレッシュアップベースボール』で野球中継を予定していなかったり、中継予定の試合が全て中止になったりした場合には、「リポレポ」を武田（加藤・マコーマック）に対する阪神関連の予想クイズに変更。「楠淳生の聞くツボ」では、野球に関する疑問・質問に楠が答えたり、直近の『ABCフレッシュアップベースボール』の中継音源から解説・実況の面白いやり取りなどを紹介したりしていた。

### 『武田和歌子の野球にぴたっと。』（2011 - 2016年）
タイトルから『フレッシュアップベースボール』が外れたものの、本編とは別の番組として放送を継続。ABCラジオがナイトゲームを中継する日には、井之上を初めとするアシスタントが、当番組の冒頭で当日の中継の実況・解説担当者とベンチリポーターを紹介していた。

#### 2011年
武田が産休から復帰した2011年4月4日（月曜日）からは、前年と同じ放送曜日・時間のまま、プロ野球シーズン限定で当番組が復活した。ただし、番組のタイトルを『武田和歌子の野球にぴたっと。』に変更。武田のパートナーは、前年度の楠に代わって、井之上が『武田和歌子のぴたっと。』に続いて担当することになった。また、阪神タイガースへの密着取材やコラムで知られる内匠宏幸（フリーライター、元「日刊スポーツ」阪神番記者・大阪本社編集委員）が、月曜日のみレギュラーで出演していた。
なお、「リポレポ」を「クローズアップベースボール」に改題するなど、番組構成も前年度から変更。楠は、スポーツアナウンサーの1人として、実況やベンチリポーターの担当日に球場からの中継で登場した。さらに、オープニング直後には、『スポぴたプラス!』（後述）に続いて「タイガースヘッドライン」（阪神タイガースの最新情報を伝えるコーナー）を放送。後半には、阪神ファンへのインタビュー音源（阪神戦開催日のみ）やリスナーからのリクエスト曲（主に阪神ホームゲームでの選手入場曲）を放送するコーナーとして、井之上の進行による「チャルの虎（トラ）イィ!アングル」（略称「チャルトラ」）を新設した。
当番組は、プロ野球のオフシーズン編成へ移行するため、9月30日（金曜日）で放送を終了。しかし、一部のコーナーは、2011年度版の『スポーツにぴたっと。』の初期にも引き継がれている。

#### 2012年
3月30日（金曜日）から当番組の放送を再開。月曜日にナイトゲームが組まれていない場合に、内匠が2011年版に続いて出演していた。また、小縣の紹介で「武田さんのご主人、小縣裕介アナウンサー」と呼んだのを皮切りに、同局の制作で阪神戦を中継する日には（プロフィールや実況のスタイルなどにちなんで）独特のキャッチフレーズをたびたび添えている。

#### 2013年
ABCラジオでは、2013年度のナイターイン編成から、月曜日の19:00 - 19:30で放送されていた『とびだせ!夕刊探検隊』を当番組月曜日の放送枠へ移動。月曜日には（ナイトゲーム中継の有無にかかわらず）同番組を放送するため、当番組の放送曜日は火～金曜日の週4日に変わった。
また、「チャルの虎イィ!アングル」に代わって、武田の進行による直前情報コーナー「わくわくスタジアム」を開始。前半の「タイガースヘッドライン」には、阪神側のベンチリポーターを務めるアナウンサーが中継先から登場した。「わくわくスタジアム」では、『ABCフレッシュアップベースボール』をABC自社制作分の中継で賄う場合に、実況担当のアナウンサー・解説者が中継先から出演。他局制作分の中継のネット受けを実施する場合には、原則として、ABCから派遣されたベンチリポーターが「タイガースヘッドライン」に続いて登場した。ただし、裏送りや2局だけの相互ネットで中継する場合に、実況を担当する制作局所属のアナウンサー・解説者が出演することもあった。
月曜日については、ナイトゲームを中継しない場合に、当番組に相当するスポーツ生ワイド番組として19:30 - 21:15に『Monday! SPORTS - JAM』を放送。中継する場合には、本来『ABCニュース』・『ABC天気予報』を編成している17:55 - 18:00の放送枠を「麒麟淡麗Presents キレうまプレイヤー」に充てたうえで、18:00からの中継につなぐようになった。
なお、全国高等学校野球選手権大会期間中の土曜日（8月10日・12日）および日曜日（11日・18日）には、17:52 - 17:55に『ABCフレッシュアップベースボール　タイガースにぴたっと。』を編成。夏季休暇中の武田・井之上に代わって、中倉真梨子（『ABCフレッシュアップベースボール』水・土・日曜スタジオ担当）が、阪神戦・高校野球の速報を伝えた。プロ野球公式戦の開催予定がなかった8月19日（月曜日）にも、高校野球中継の関係で休止した『とびだせ!夕刊探検隊』に代わって、武田の先輩パーソナリティ・道上洋三の出演による『タイガースにぴたっと。』を17:52 - 17:55に放送している。
ナイターオフ編成へ移行する関係で、阪神の公式戦終盤に当たる2013年9月27日（金曜日）で放送を終了。10月1日（火曜日）から、前述の『武田和歌子のぴたっと。』第2部に移行した。ただし、放送終了時点で阪神の3年振りクライマックス・シリーズ進出（シーズン順位3位以上）が確定していたため、ポストシーズン期間中に同シリーズおよび日本シリーズのナイトゲーム中継を実施する日には当番組の放送枠で第2部の短縮版を編成していた。

#### 2014年
放送枠や放送内容は2013年分を踏襲。『ABCフレッシュアップベースボール』で他局制作分のナイトゲーム中継のネット受けを実施する場合には、「わくわくスタジアム」において、井之上が中継の聴きどころや関連情報を紹介するようになった。

#### 2015年
『ABCフレッシュアップベースボール』および中継前座番組の共通企画として、ABC制作分の阪神・オリックス戦中継へ出演する同局の解説者が対象カードの聴きどころを紹介する「～の着眼点」（～は解説者の氏名）を新設。当番組でも、井之上の進行で、ナイトゲームを中継する日の「スポーツヘッドライン」に内包している。他局制作の阪神・オリックス戦中継の同時ネットを『ABCフレッシュアップベースボール』のナイトゲーム中継枠で実施する場合には、当該中継のベンチリポート要員としてABCから派遣されたスポーツアナウンサーや、阪神側のベンチリポートを担当する裏送り制作局のアナウンサーが「着眼点」に登場する。
全国高等学校野球選手権大会全国大会の期間中に放送できた場合には、夏季休暇中の武田・井之上に代わって、堀江と当日の『フレッシュアップベースボール』スタジオアシスタント（火・水曜日：松葉沙矢佳、木・金曜日：西田沙織）が進行役を務めていた。
なお、前述の事情で井之上が休演に入った9月第1週以降の放送には、小早川（火 - 木曜日）・アズマッチ（金曜日）が『ぴたっと。』に続いてアシスタント代理で登場。井之上に代わって、「着眼点」などの進行を担当している。ただし、放送日によっては、アシスタント代理が出演せずに武田だけで全編を進行することがある。

#### 2016年
2015年に続いて「～の着眼点」を放送。公式戦開幕直後の放送では、武田・井之上とも休演しているため、パーソナリティ代理の桂とアシスタント代理の小早川がスタジオから進行している。
また、2015年度のナイターオフ版・第2部に続いて、例年より放送枠を10分間拡大。通常編成で放送する場合には、オープニングと「スポーツヘッドライン」の間に、前述した「クイズ・トラモネア」の流れを汲む「目指せぴたっと。タイガースクイズ」（1名のリスナーが電話で参加できる阪神関連の超難問クイズ）を実施している。

### 『武田和歌子のぴたっと。』第2部（2017年）
2016年度のナイターオフ版に続いて第2部として編成する関係で、武田と日替わりパートナーが第1部に続いて出演。「野球にぴたっと。」というタイトルでは放送しなくなったが、放送枠と「スポーツヘッドライン」を前年のプロ野球シーズン版から引き継ぐほか、前年までアシスタントが担っていた前述の役割を武田が兼ねるようになった。
また2018年からTBSラジオがナイター中継のレギュラー放送を廃止したため、火曜日から木曜日のナイター放送予定カード(予備番組含む)が中止になった場合、19時まで「ABCフレッシュアップベースボールスタジオバージョン ぴたっと。延長戦」の扱いで延長放送する場合もある。

## スポーツにぴたっと。
2010年度から2012年度までのナイターオフ期間に、95分（月曜のみ65分）の生ワイド番組として生放送。プロ野球のオフシーズン情報にとどまらず、ウィンタースポーツの話題や、日替わりで出演する解説者にちなんだ企画などを放送していた。
ABCラジオでは、1995年度から2002年度まで、当番組の原型となる『○○のABCフレッシュアップスタジアム』（○には当日のメインパーソナリティーを勤める解説者氏名が入る）を放送。2003年度から2009年度まで放送していた前番組の『元気イチバン!!ぶっちぎりプレイボール』では、メインパーソナリティとアシスタントを固定する一方で、レギュラーコメンテーター（同局の野球解説者）と速報・リポート担当のアナウンサーを日替わりで出演させていた。当番組でも、このスタイルをほぼ踏襲している。

### 2010年度
2010年度のプロ野球オフシーズン期間（同年10月4日～2011年3月24日）には、月 - 木曜日の17:25から19:00まで『スポーツにぴたっと。』（略称『スポぴた。』）を放送していた。
メインパーソナリティは、ABCのスポーツアナウンサー（月・火曜日：岩本計介、水・木曜日：清水）。女性パーソナリティは、『野球にぴたっと。』と同じく、『武田和歌子のぴたっと。』のパーソナリティが兼務。月～水曜日を加藤、木曜日をマコーマック（いずれも武田の代役扱い）が担当した。加藤が（テレビを含めて）朝日放送のスポーツ番組にレギュラーで出演するのは、入社1年目以来12年振りであった。また、『野球にぴたっと。』シリーズと同じく、テーマソングにはABCのスポーツ番組で長年使われている「ウィーンはいつもウィーン」を採用した。
なお、岩本・清水のいずれか一方が（スポーツアナウンサーとしての取材・実況などで）当番組に出演しない場合には、もう一方のアナウンサーがメインパーソナリティの代理を務めた。女性パーソナリティについても、加藤・マコーマックのいずれか一方が当番組に出演しない場合には同様の体制を取っていた。
また、前番組の『元気イチバン!!ぶっちぎりプレイボール』に続いて、ABCのプロ野球解説者が日替わりのコメンテーターとして1名ずつ出演。2010年12月最終週までの放送では、月曜日に吉田義男、火・水曜日に湯舟敏郎、木曜日に福本豊がそれぞれ登場していた。2011年第1週以降は、前年度末に現役を引退した矢野燿大（元中日→阪神捕手）がABCのプロ野球解説者として水曜日にレギュラー出演している関係で、湯舟の出演日が火曜日のみになっている（他のコメンテーターの出演曜日は変わらず）。
月曜日には、前番組『元気イチバン!!ぶっちぎりプレイボール』と同じく、『渡辺真理のコトバ遺産 〜未来に伝えたいあの一言〜』（TBSラジオ制作のJRN全国ネット番組）を17:55 - 18:05に内包する。金曜日には、『スポーツにぴたっと。』金曜版として、2011年3月18日の放送まで『赤星と次郎のオーライオーライ』をレギュラー番組化。木曜日の放送と同様に、清水とマコーマックが進行役を務めた。

### 2011年度
『スポーツにぴたっと。』は、2011年10月3日（月曜日）からプロ野球オフシーズン限定で復活。『武田和歌子の野球にぴたっと。』に続いて武田と井之上が出演する一方で、月曜日の放送時間を前年度より25分短縮する（17:25 - 18:35、他曜日は2010年度と同じく17:25 - 19:00で放送）。また、井之上がトレンド情報を紹介するコーナー「チャルのこんなん知ってまっか」を新設する一方で、『スポぴたプラス』のインタビューコーナー「スポぴたサロン」（後述）を復活させた。ただし、同年11月7日（月曜日）から11日（金曜日）までの5日間は、17:30から放送を開始している。
2011年度の放送でも、ABCの野球解説者が日替わりで出演。月～木曜日出演の解説者は、2010年度版後期（2011年1月以降）の放送と変わらない。ただし金曜日には、『赤星と次郎のオーライオーライ』をレギュラーで編成しないため、『元気イチバン!!ぶっちぎりプレイボール』で長らく同曜日のレギュラーを務めた有田修三が赤星に代わってレギュラーで出演。清水・岩本・小縣裕介（武田の夫）をはじめ、ABCのスポーツアナウンサーがスタジオや中継に随時登場する。
また、東日本大震災（同年3月11日発生）の影響で例年よりプロ野球公式戦のスケジュールが遅れたため、定時編成によるレギュラー放送を11月21日（月曜日）から開始。同月20日に日本シリーズが終了するまでは、『ABCフレッシュアップベースボールスペシャル』のタイトルでナイトゲームの中継を優先するため、中継実施日には『武田和歌子の野球にぴたっと。』と同じ時間帯で放送していた。その一方で、10月25日の放送からは、ナイトゲームを中継しない場合に限ってUstream経由での音声・動画同時配信を復活させた。
なお武田は、マイコプラズマ肺炎への罹患による入院・療養を理由に、2011年11月28日（月曜日）から12月6日（火曜日）まで『武田和歌子のぴたっと。』と当番組を休演した。その間は、2010年度と同様に、マコーマックが両番組のパーソナリティ代理を務めている。
また、有田・湯舟はいずれも、当番組への出演開始直後に阪神タイガースのコーチ就任が決定。そのため、湯舟は2011年12月27日、有田は同月30日の放送を最後に降板した。2012年1月からは、湯舟の後任で中田良弘が火曜日にレギュラー出演。水曜日に出演中の矢野が、有田の後任扱いで金曜日にも登場していた。プロ野球シーズンの開幕前日（同年3月29日＝木曜日）で放送を終了。

### 2012年度
2011年度と同じ放送枠で、2012年10月1日（月曜日）から放送。前年度に矢野がコメンテーターを務めていた水曜日には、濱中治（ABC・スカイA野球解説者、元・阪神→オリックス→東京ヤクルト外野手）が、ラジオ番組に初めてレギュラーで出演する。その一方で、パーソナリティの武田・井之上や、水曜日以外のコメンテーター（月曜：吉田、火曜：中田、木曜：福本、金曜：矢野）は2011年度後半（2012年1月以降の放送分）から続投。
2013年1月からは、プロデューサーが「（当日の放送で）最も面白いメッセージを投稿した」と判断したリスナーを、「MVO（Most Valuable Otayori）」と称してエンディングで紹介。副賞として、缶ビール6本のセットと、当日のコメンテーターの色紙（座右の銘や当日の放送で印象に残った言葉などを直筆で記入）を進呈するようになった。
なお武田は、A型インフルエンザウイルスへの感染に伴う療養を理由に、2013年2月1日（金曜日）および4日（月曜日）の『武田和歌子のぴたっと。』と当番組を休演。当番組では、1日に高野純一、4日に楠（いずれもスポーツアナウンサー）がパーソナリティ代理を担当した。
また井之上は、俳優として『土曜ワイド劇場』枠のドラマ「ミステリー作家 六波羅一輝の推理(3)」 （ABCテレビ制作分・テレビ朝日系列で2013年9月14日に放送）の沖縄県内ロケに参加した関係で、2013年2月13日（水曜日）から27日（水曜日）まで『武田和歌子のぴたっと。』と当番組を休演。その間も、スポーツアナウンサーが日替わりで当番組のアシスタント代理を務めた。
2013年3月28日（木曜日）の放送で終了。なお、同年10月1日から放送の『武田和歌子のぴたっと。』第2部では、Ustream経由での音声・動画同時配信を実施していない。また、中田と濱中は、第2部ではなく『堀江政生のほりナビ!!』水曜日に隔週交代で出演するようになった。

### Ustreamでの同時配信
『スポぴた。』では、不定期放送時代の『赤星と次郎のオーライオーライ』で試験的に導入した技術システムを本格的に採用。ABCラジオのレギュラー番組では初めて、Ustreamによるラジオの生放送と同時の音声配信を全曜日で実施している。このため、ABCの放送エリア外からでも、インターネットを通じて本編の音声（放送中に内包される『ABC朝日ニュース』『ABC交通情報』やCMなど一部の音源を除く）とスタジオ動画の視聴が可能。Ustream内の特設ページでは、当番組の放送期間限定ながら、放送当日（生放送終了後）と過去1～2日分の音源とスタジオ動画を再生できる。また、ラジオでの生放送の終了直後など、時間帯によっては当番組スタジオの音声をUstreamにのみ流すこともある。
2011年に阪神タイガースの春季キャンプを岩本・清水とコメンテーターが取材する場合には、大阪のスタジオと音声をやり取りしながら、キャンプ地（沖縄県宜野座村）のホテルから映像を同時に配信することがあった。この場合には、大阪のスタジオに加藤（マコーマック）が待機する。しかし、通常の生放送とは違って、スタジオからは音声のみ配信されていた。

### スポぴたプラス!
ABCラジオでは、2011年のプロ野球シーズン編成に伴う改編で『スポーツにぴたっと。』を一旦終了させ、武田復帰までの3月25日（金曜日）から4月1日（金曜日）までは『ABCフレッシュアップベースボール直前情報』を17:25 - 17:55で放送し、翌週からの『武田和歌子の野球にぴたっと。』に繋ぐ予定であった。しかし、東日本大震災発生の影響で、当番組の終了直前にセントラル・リーグ公式戦の開幕日を3月25日から4月12日（火曜日）に変更することが決定。そこで同局では、3月27日（月曜日）から4月1日（金曜日）までの月～金曜日に、当番組の放送枠で『スポぴたプラス!』を急遽編成した。
『スポぴたプラス!』では、東日本大震災をめぐるスポーツ界・アスリートの動向を中心に紹介。『スポーツにぴたっと。』から、テーマソング、「こんなんありました」、『渡辺真理のコトバ遺産』（この週を以って終了）のネット受けを引き継いだほか、月～木曜日の放送では『スポーツにぴたっと。』のレギュラー解説者が引き続き登場した。 また、Ustreamでの同時配信を実施しない代わりに、3月31日まではradikoを通じて日本全国から当番組を聴取できた。
他方、オープニング直後には、前述の「タイガースヘッドライン」を放送。メインパーソナリティをABCのスポーツアナウンサー が日替わりで務めたほか、『ABCフレッシュアップベースボール』のスタジオ担当（清老寛子や川島陽子など）がアシスタントに入る。なお、『スポーツにぴたっと。』のメインパーソナリティだった岩本は、阪神タイガースの取材リポートを担当した。
また、18時台前半のコーナー「つながるアスリートの輪」には、関西を拠点に被災地・被災者への支援などに奔走するアスリート（野村忠宏・諸見里しのぶ・伊藤剛臣など）が電話ゲストで登場。18時台後半の「スポぴたサロン」では、阪神タイガースの現役選手や、日刊スポーツ大阪本社の記者なども電話で出演した。

## 年末年始編成
『武田和歌子のぴたっと。』（2013年度以後の第1部相当）については、1月1日のみ放送を休止。12月31日・1月2日・1月3日には、レギュラー放送か短縮放送のいずれかで対応するが、放送時間・放送形態は年度によって異なる。
『スポーツにぴたっと。』（2013年度以降は『武田和歌子のぴたっと。』第2部）については、12月31日から1月3日 まで休止したうえで、ABCラジオの野球解説者が出演する以下の特別番組に充てる。大半の番組が事前に収録されているため、『スポーツにぴたっと。』を放送していた2012年度には、Ustream向けの音声・動画配信を一切実施しなかった。なお2015・16年の元日は非スポーツ系の特番が放送されている。2014年度以降は、日本国内であれば、ABCラジオのサービスエリア（主に関西地方）以外の地域でもradikoプレミアム経由で放送と同時に聴取できる。

### 2012年度
- 2012年12月31日『矢野燿大と岩本計介のロンドンの夏は熱かった!年末スペシャル!』（17:25 - 18:35）
- 2013年1月1日『矢野燿大の元日からど～んと来い!!』（以下17:25 -19:00）
- 2013年1月2日『赤星と次郎の新春もオーライオーライ』
- 2013年1月3日『福本豊・楠淳生の正月から一杯やりましょ』（2012年の正月にも特別番組として放送）

### 2013年度
- 2013年12月31日『矢野燿大のど～んと来い!!』（以下17:25 - 19:00）
- 2014年1月1日『赤星と次郎の新春もオーライオーライ』
- 2014年1月2日『福本・下柳の正月から「ほんますんません」』
- 2014年1月3日『金谷多一郎・矢野燿大のラジオde「考えるゴルフ」』（朝日放送の関連会社・Sky・A Sports+<現：スカイA>で放送中のテレビ番組『金谷多一郎・矢野燿大の考えるゴルフ』からのスピンオフ企画）

### 2014年度
- 2014年12月30日『矢野燿大のど～んと来い!!』（17:25 - 19:00）
- 2014年12月31日『赤星と次郎のオーライオーライ』（同上）
- 2015年1月1日『ABC天気予報・ABC交通情報』（17:25-17:30）、『リョービ・山野秀子のちいさなパティオ』（17:30-18:00　中国放送ラジオ制作）、『起業する指揮者～飯森範親・日本センチュリー「復活」に賭けるマエストロ』（18:00-19:00）
- 2015年1月2日『森島寛晃・朝原宣治の世界アスリート倶楽部』（17:25-19:00）

### 2015年度
- 2015年12月29日『下柳剛のさぁ、やりんしゃい[38]』（17:15 - 18:55　終了後の18:55 - 19:00に『ABCニュース・天気予報』　パートナー：高野純一、ヒロド歩美　ゲスト：江越大賀、松田遼馬）
- 2015年12月30日『赤星と次郎のオーライオーライ』（同上　ゲスト：福留孝介）
- 2015年12月31日『矢野燿大と関本賢太郎のど～んと来い!!』（同上　パートナー：岩本計介）
- 2016年1月1日　『ABCニュース・天気予報・交通情報』（17:15 - 17:20）、『きよし・八方の新年早々ポンカラリン!!』（17:20 - 18:30　アシスタント：西川かの子）、『リョービ・山野秀子のちいさなパティオ』（18:30 - 19:00　中国放送ラジオ製作）

### 2016年度
2016年度はスポーツ関連の特番は「堀江政生のほり×ナビ（ほりナビクロス）」の18時台（スポーツコーナー）の枠を休止して展開する（スポーツ情報のコーナーを左記の番組に移行したことに伴う。なお武田は同12月30日の当番組終了後の18:00-19:00に「矢野燿大のどーんと来い!!」のサブMCとして連続生出演をした）。当番組は12月30日まで定時放送を実施し、2017年1月2日・1月3日の回を第1・2部の全編を通して放送休止とする。
- 2017年1月2日　14:30-17:25　「道頓堀角座・夢の新春興行〜時空を超えた松竹名人会〜」（MC：伊藤史隆、アシスタント：永田まり、スタジオゲスト：笑福亭鶴光、中継ゲスト：正司敏江、横山たかし・ひろし、酒井くにお・とおる、海原はるか・かなた　松竹芸能創業60周年を記念して、ABCに保存されている松竹芸能所属タレントの口演・高座のライブラリーも放送。途中、道頓堀角座から公演の生中継を挿入）
- 1月3日　15:00-17:55「新春スペシャル　鉄瓶・美香のあれもこれもかけさせて～や！」（MC・笑福亭鉄瓶、松本美香）

### 2017年度
2017年末は、12月29日まで通常放送を実施。2018年始は、1月1日は例年通り全面休止。翌2日から第1部・第2部とも通常枠で放送を開始したが、2・3日は武田が正月休暇のため休演。この2日間は桂紗綾アナウンサーが代演した。

### 2018年度
2018年末は、12月31日（月曜日）まで通常放送を実施。2019年始には、1月1日（火曜日）に全編を休止する一方で、翌2日（水曜日）・3日（木曜日）に事前収録で第1部のみ放送した。
年始の休止相当枠は、
- 1月1日
  - 14:00-15:25 きよし・八方の新年早々ポンカラリン
  - 15:25-15:30 ABCニュース、天気予報、交通情報
  - 15:30-16:30 おめでとう道上洋三です~虎突猛進スペシャル~　ゲスト・矢野燿大（阪神タイガース監督）
  - 16:30-17:00 リョービ・山野秀子のちいさなパティオ
  - 17:00-17:55 下柳剛のさぁやりんしゃい
- 1月2日　17:00-17:55 赤星憲広のオーライオーライ
- 1月3日 17:10-17:55 冨好・友近の正月からいらんことせんでえぇねん!（ちゃらんぽらん冨好と友近の出演による特別番組）

### 2019年度
2019年末は、12月31日（火曜日）まで通常放送を実施。2020年の年始には、1月1日（水曜日）に全編を休止した一方で、翌2日（木曜日）に当番組からの派生番組『武田和歌子のぴたっと。新春#アオハル歌謡』（武田とアズマッチの出演で2019年末に収録）を第1部の放送枠（15:00 - 17:00）に編成していた。
年始の休止相当枠は、
- 1月1日
  - 15:00-16:30 おめでとう!道上洋三とヒロ寺平です～新春SuperSession～
  - 16:30-17:00 リョービ・山野秀子のちいさなパティオ
  - 17:10-17:55 友近・山田・三代澤のステキな三角関係（『ドッキリ!!ハッキリ!!三代澤康司です』からの派生番組で友近、山田雅人、三代澤が出演）
- 1月2日
  - 17:00-17:55 下柳剛のさぁやりんしゃい